# Hassan Gouled Aptidon
Hassan Gouled Aptidon (tiếng Somali: Xasan Guuleed Abtidoon tiếng Ả Rập: حسن جولد أبتيدون) (sinh ngày 15 tháng 10 năm 1916 - mất ngày 21 tháng 11 năm 2006) là Tổng thống đầu tiên của Djibouti giai đoạn 1977-1999.

## Tiểu sử
Ông sinh ra trong một ngôi làng nhỏ có tên là Garissa trong huyện Lughaya của miền bắc Somalia. Ông là thành viên của nhánh gia tộc Mamassan quyền lực chính trị của gia tộc Issa. Ông đóng một vai trò quan trọng trong cuộc đấu tranh giành độc lập của Djibouti từ Pháp. Theo IM Lewis, "với sự hỗ trợ mạnh mẽ của các cử tri Pháp" Hassan Gouled vận động chống lại Mahamoud Harbi Farah của đảng Liên minh Cộng hòa, người tìm cách nhập lãnh thổ với nước láng giềng Somalia. Đến thời điểm bầu cử ngày 23 tháng 11 năm 1958, đảng của Mahamoud Harbi đã tan rã và với đa số phiếu Afar, phe của ông thắng cử. Mahamoud Harbi sau đó chạy trốn Djibouti, và sau đó đã chết trong một tai nạn máy bay.